# Paul Lebeau
Pour les articles homonymes, voir Paul Lebeau (jésuite) et Lebeau.
Paul Marie Alfred Lebeau, né le 19 décembre 1868 à Boiscommun (Loiret) et mort le 18 novembre 1959 à Massy, est un chimiste et académicien des sciences français. Il est l'un des principaux artisans de l'élaboration des moyens de protection contre les gaz de combat pendant la Première Guerre mondiale. 

## Biographie
Ingénieur (4e promotion, diplômé en 1888) de l'École supérieure de physique et de chimie industrielles de la ville de Paris (ESPCI ParisTech aujourd'hui), Paul Lebeau travaille dans le laboratoire d'Alexandre Étard pour étudier le dosage du cuivre et des halogènes libres. Il rejoint le laboratoire d'Henri Moissan en 1889 puis devient chef de son laboratoire à la Sorbonne. En 1908, Paul Lebeau  est nommé à la chaire de toxicologie de l’École supérieure de pharmacie de Paris. Il participe à ce titre à l'élaboration des moyens de protection contre les gaz de combat allemands pendant la Première Guerre mondiale en améliorant l'efficacité des masques à gaz. Après la guerre, il est nommé conseiller de la Défense nationale et poursuivit ses recherches sur la protection. En 1918, il succède à Charles Moureu, nommé professeur au Collège de France, à la chaire de pharmacie chimique de l'École de pharmacie. Il conserve ce poste jusqu'à sa retraite en 1939.
Il est inhumé au cimetière du Père-Lachaise (44e division).

## Travaux

### Synthèse de l'acétylène
Il découvre le processus de synthèse de l'acétylène à partir de chaux et en présence du carbone solide (coke, graphite, anthracite). L'acétylène est une des principales matières premières de l'industrie organique qui permet notamment la synthèse des engrais et des élastomères.

### Protection des gaz de combat
En 1915, après les premières attaques allemandes par gaz sur Ypres, Paul Lebeau élabore une solution de ricin-ricinate, retenue pour lutter contre les gaz lacrymogènes et le chlore. Il remplace les masques à étoupe pour de la gaze et travaille sur les solutions d'acétate basique de nickel et de sulfanilate de soude. En 1917, il finalise le masque à charbons absorbants qui est alors la référence internationale de masque à gaz.

## Distinctions
- Lauréat du prix Cahours de l'Académie des sciences en 1895 ;
- Lauréat du prix Bordin et de la médaille Berthelot en 1905 ;
- Lauréat du prix La Caze de l'Académie des sciences en 1918 ;
- Élu membre de l'Académie de pharmacie en 1914 et de l'Académie des sciences dans la section de Chimie en 1937 ;
- Nommé commandeur de la Légion d’honneur en 1948, commandeur dans l'ordre de la Couronne d'Italie, dans l'ordre de la Couronne de Belgique, dans l'ordre de l'Empire britannique et dans l'ordre de l'Étoile de Roumanie.